# Naiad (Schiff, 1940)
Die HMS Naiad war ein britischer Leichter Kreuzer der Dido-Klasse während des Zweiten Weltkriegs. Das bei Hawthorn, Leslie & Company gebaute Schiff war als erstes der Klasse im Februar 1939 vom Stapel gelaufen und kam als zweites im Juli 1940 in den Dienst der Royal Navy.
Am 11. März 1942 wurde die Naiad durch das deutsche Unterseeboot U 565 im Mittelmeer torpediert und ging als zweites der Klasse verloren. Beim Untergang verloren 82 Besatzungsmitglieder ihr Leben.

## Bau
Die Naiad wurde auf der Werft von Hawthorn, Leslie & Company in Hebburn-on-Tyne in der Grafschaft Tyne and Wear gebaut. Die Fertigstellung verzögerte sich, da das Schiff am 10. April 1940 am Ausrüstungskai durch einen Luftangriff beschädigt wurde.

## Einsätze

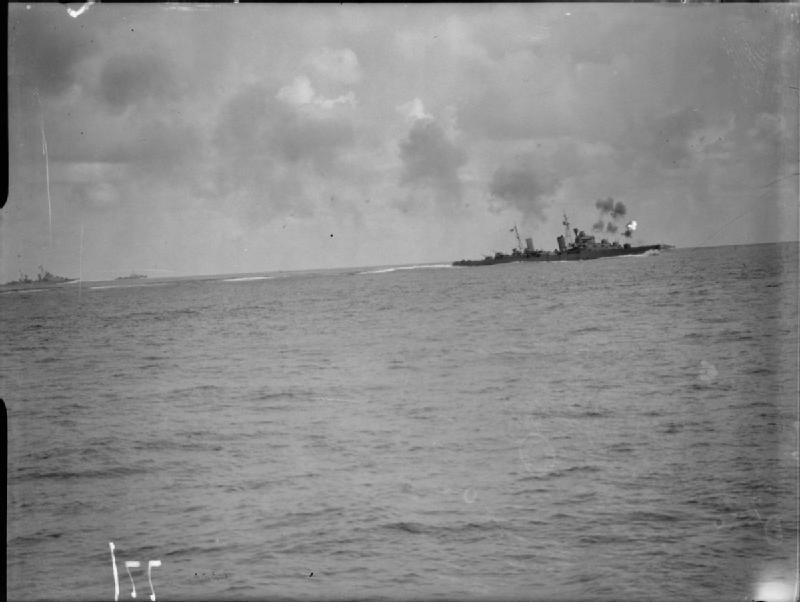
Die Naiad feuert mit ihren vorderen Türmen auf feindliche Flugzeuge

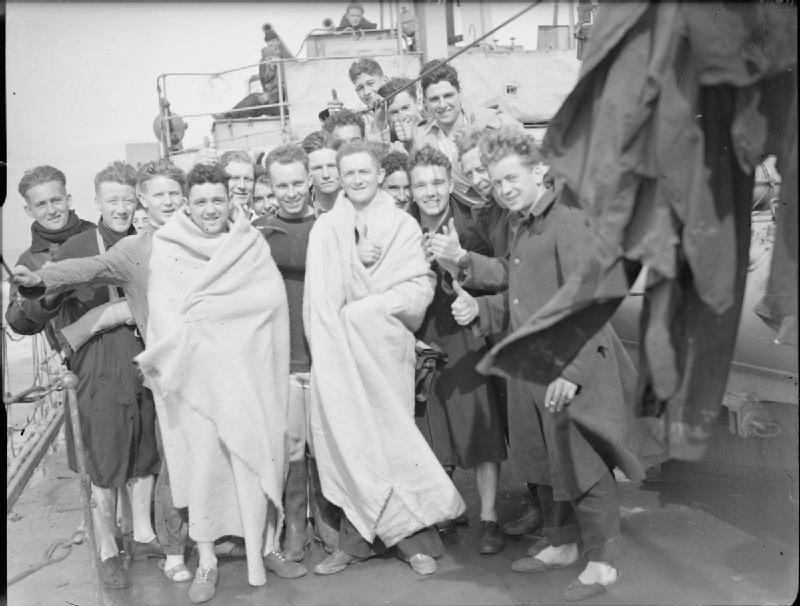
Überlebende der HMS Naiad auf der HMS Jervis

Nach ihrer Indienststellung Ende Juli 1940 wurde die Naiad der Home Fleet unterstellt und zum Schutz der Handelsschifffahrt eingesetzt. Als Teil des 15. Kreuzergeschwaders nahm sie an den Einsätzen gegen deutsche Handelsstörer teil, die der Versenkung der HMS Jervis Bay im November 1940 folgten. Im Dezember und Januar eskortierte sie WS-Geleitzüge nach Freetown, kehrte aber Ende Januar 1941 in nördliche Gewässer zurück. Dort sichtete sie für einen Augenblick südlich von Island die deutschen Schlachtschiffe Scharnhorst und Gneisenau die im Rahmen des Unternehmens Berlin den Durchbruch in den Atlantik versuchten. Aufgrund der Sichtung durch die Naiad drehten sie bei und brachen den Durchbruch vorläufig ab.
Im Mai 1941 verstärkte die Naiad als Flaggschiff des 15. Kreuzergeschwaders die Einsätze der Force H zum Schutz der Geleitzüge nach Malta. Sie nahm an diversen Einsätzen vor Kreta teil und wurde gegen Streitkräfte der Vichy-Regierung in Syrien tätig, wobei sie, zusammen mit der Leander, den französischen Zerstörer Guépard angriff. Ihre restliche Dienstzeit verbrachte sie im Mittelmeer, hauptsächlich bei den fortwährenden Versuchen, Malta zu versorgen.

## Untergang
Im März 1942 lief sie, abweichend von dieser Routine, von Alexandria aus, um einen als beschädigt gemeldeten italienischen Kreuzer aufzuspüren. Der Bericht erwies sich als falsch und auf dem Rückweg wurde die Naiad von U 565 torpediert und sank am 11. März nördlich von Marsa Matruh auf der Position 32° 1′ N, 26° 20′ O, wobei 82 Besatzungsmitglieder ums Leben kamen. 582 Seeleute überlebten den Untergang.